# Rutherford Latham
Rutherford Latham Morehead  (nacido el 7 de octubre de 1954 en Madrid, Comunidad de Madrid) es un jinete español. Fue campeón de España en 1991, 1994, 2002, 2007, 2011 y 2012.

## Participaciones en Juegos Olímpicos
- Los Ángeles 1984, séptimo en salto por equipos.
- Atlanta 1996, vigesimocuarto en salto individual y quinto en salto por equipos.
- Sídney 2000, decimocuarto en salto por equipos